# Hecatera koechlini
Hecatera koechlini är en fjärilsart som beskrevs av Thierry-mieg 1889. Hecatera koechlini ingår i släktet Hecatera och familjen nattflyn. Inga underarter finns listade i Catalogue of Life.